# Третя лінія оборони Львова

Схема третьої лінії оборони Львова.

Третя лінія оборони Львова була сформована від початку XVI ст. до кінця XVII ст. на основі більш раннього міського валу і рову. В основу укріплень було покладено модерні ренесансні фортифікаційні теорії. Загалом у третій лінії оборони Львова налічувалось два барбакани міських брам, 8 бастей різної конфігурації, дві малі вежі, два бастіони і белюард, заводнений рів з ескарпом і контрескарпом.

## Барбакани

Зовнішня частина Краківської брами (барбакан і вежа) на плані 1766 року

Появи з 1440-х років чамбулів татар під містом призвели до посилення міських укріплень. З 1476 р. Ян Шиндлер з Кросно почав споруджувати на валі зовнішні частини двох міських брам, що складались з круглого барбакану і круглої вежі обабіч прорізу проїзду із звідним мостом, причому мурований міст перед внутрішньою частиною Галицької брами спорудили ще 1407 р., що може засвідчувати існування зовнішньої частини брами. У Краківській брамі барбакан діаметром до 19 м і вежу у 10 м поєднував з внутрішньою частиною 40-метровий міст завширшки 12 м. У Галицькій брамі барбакан і вежа були до 2 м більшими, але зате шия барбакану була вужчою.

## Бастеї

Оборонні лінії східного прясла фортифікацій Львова до спорудження кляштору бернардинців. Ззаду видніються бастеї Низького муру, спереду барбакан Галицької брами, бастеї Струмилова, Королівська і ескарп зовнішнього рову. Автор Качор І. В.

Зовнішня частина Краківської брами. Автор Качор І. В.

Облога 1509 р. молдавського господаря Богдана III Одноокого, коли ворожі бомбарди пробили пролом у Високому мурі, просування у Львівську землю значних підрозділів турків і їхніх васалів, підтвердила необхідність нагального посилення міських укріплень. Роботи розпочав близько 1522 р. майстер Лука, але їх призупинила Велика пожежа Львова червня 1527 року. На міському валі було закладено декілька бастей, що своїми розмірами значно перевищували бастеї Низького муру з початку XV ст., та на час завершення будівництва бастеї такого типу у Європі вважали застарілими. Бастеї почали зводити у першу чергу на найбільш загрожених ділянках поміж міськими брамами і руслом Полтви, де рівнинний рельєф сприяв швидкому просуванню ворожих підрозділів і полегшував управління ними. Із північно-східної сторони доволі стрімкі пагорби, яри, потічки, Високий замок ускладнювали просування в сторону міста і взаємодію підрозділів нападників. Бастеї мали 2-3 яруси. На нижньому ярусі у рові містились ключевидні гарматні бійниці для захисту з флангів ескарпового муру валу. Другий ярус, що збігався з рівнем ґрунту, призначався для обстрілу з гармат передполя. Верхній ярус на машикулях був пристосований для стрільби з важної ручної вогнепальної зброї. Імовірно, найпершими 1522 р. заклали круглі бастеї Фарську і Королівську у наріжниках південного прясла оборонної лінії. Дві бастеї з східної і південної сторони мали підковоподібну форму. Решта бастей була довільної гранчастої форми. Останньою, мабуть, заклали 1542 р. Водяну бастею завширшки 22 м, чия п'ятикутна форма була близькою до бастіонів. З плином часу бастеї модернізували. На панорамі Львова 1608 р. Гогенберга бастеї Ґродську і Краківську зображено надбудованими дерев'яними ярусами. На верхній терасі бастеї Королівської, збудованої за фінансової допомоги короля Сигізмунда І і королеви Бони, напевно, у XVII ст. насипали земляний бруствер для захисту розміщених там гармат. Бастеї Водяна і Краківська захищали канали і шлюзи для подачі води до внутрішнього міського рову та витоку її до зовнішнього рову. Однією з найбільших була бастея східного прясла лінії оборони — Порохова вежа. Для забезпечення вогнепальною зброєю нових нової лінії фортифікацій до 1555 р. було збудовано новий Міський арсенал. Для посилення захисту Краківської брами біля ескарпового муру звели у 1620-х роках дві невеликі півкруглі вежі.

## Бастіони

Розміщення бастіонів третьої лінії оборони. Пластична панорама Львова середини XVIII ст. Качора І. В.

У XVII ст. магістрат розглядав претензійні проекти охоплення модерними бастіонними лініями оборони передмість Львова. Через їхню значну вартість вони так і не були реалізовані. Через загрозу турецького нападу 1621 р. король Сигізмунд ІІІ Ваза прислав до міста люстраторів задля розгляду можливості посилення фортифікацій. Вони зокрема порадили посили міський вал від Галицького передмістя земляним белюардом. Імовірно під впливом Владислава IV Ваза у 1630-х роках було вирішено посилити третю лінію оборони від барбакану Краківської брами до її північно-східного наріжника, де не було споруджено жодної бастеї, і далі вздовж східного прясла лінії оборони до Королівської бастеї (башти), де знаходилась лише Порохова башта. П'ятикутний Белюард малий шириною до 32 м мав по дві гарматні амбразури у барках для флангового обстрілу прилеглих куртин муру міського валу, причому товщина його муру сягала 4 м. Наріжний Королівський белюард мав ширину шиї до 90 м і по три гарматні амбразури у барках. У 1670-х роках комендант Ян Беренс на розпорядження Яна ІІІ Собеського надсипав його надшанцем для облаштування артилерійської батареї. Найменшим був Белюардик, шириною за 25 м. Також було насипане земляне укріплення навколо Порохової башти, що разом з Белюардиком мало з флангів прикривати зовнішню частину Босацької хвіртки.

## Міський вал і рів

Схема східного прясла ліній оборони Львова. Автор Качор І. В.

При зведенні барбаканів міських брам Ян Шиндлер з 1476 р. займався поглибленням міських ровів, насипанням валу, поверх якого встановили палісад. Ймовірно, відтоді розпочалось мурування ескарпу і контрескарпу зовнішнього рову, було облаштовано два ставки-резервуари у найвищій східній частині зовнішнього рову, що наповнювались водою з двох потічків і при потребі мали заводнити зовнішній рів. У валі було прокопано від них два тунелі з шлюзами для заводнення внутрішнього рову. У 1540-х роках біля Водяної бастеї було встановлено систему шлюзів і тунелів для заводнення внутрішнього рову водою з Полтви. До Львова 1607 р. прибув королівський архітектор Пассаротті, який розкритикував міську оборонну систему, зокрема застарілі бастіони на валі, на куртинах якого неможливо встановити гармати через замалу його ширину (15 ліктів замість 25). Королівська комісія 1621 р. виявила псування міського валу свинями міщан, які його розривали у пошуках викинутого там міщанами сміттям їжі та запропонувала посилити вал від Галицького передмістя. Біля наріжника лінії оборони напроти Низького замку ескарповий мур був надбудований з облаштуванням бійниць, що робило його схожим на внутрішні лінії оборони міста. Надалі декілька разів проводились роботи по підвищенню валу. Сьогодні контури зовнішнього рову проглядаються у задньому дворі школи № 8.

## Кляштор бернардинів
З початку XVII ст. розпочалось будівництво бернардинського кляштору, фортифікації якого у формі трикутника за рішенням королівської комісії мали примурувати до міських поміж барбаканом Галицької брами і Королівською баштою. У їхній вершині фортифікацій знаходилась триярусна бастея Бернардинка — одна з найпотужніших у Львові. Остаточно 1637 р. було прийняте рішення про зміну форми муру кляштору, який примурували до ескарпового муру зовнішнього рову неподалік бастеї Струмилової. Таким чином фортифікації кляштору немов стали продовженням третьої лінії оборони Львова. На сьогодні оборонний мур кляштору є найбільш збереженою ділянкою фортифікацій давнього Львова.

## Міські хвіртки

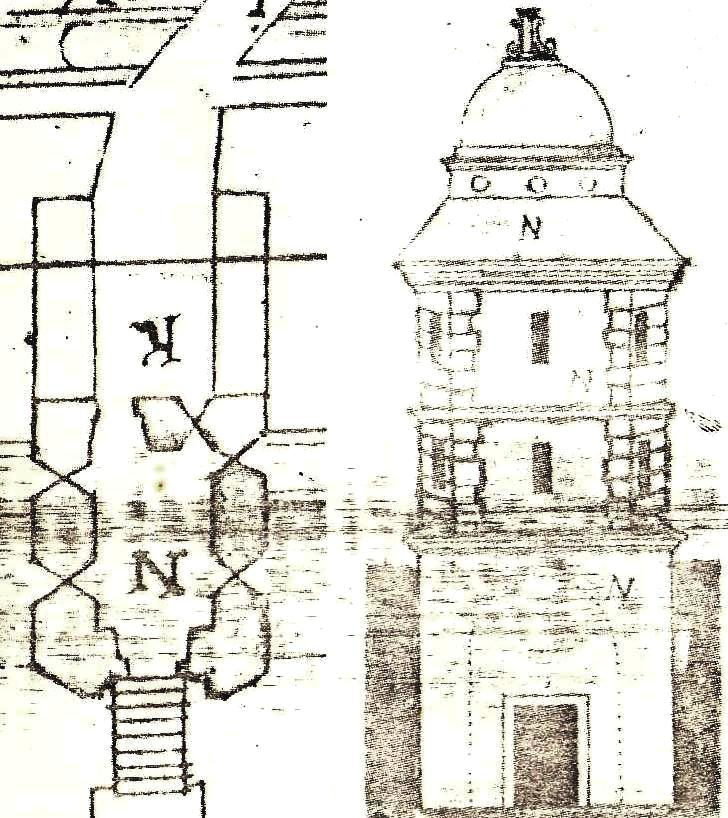
План і проект зовнішньої частини Єзуїтської хвіртки 1647 року

Останніми змінами у третій лінії оборони Львова стало прокопування у валі проходів двох ново закладених міських піших проходів — хвірток Руської і Єзуїтської. Зовнішню частину першої хвіртки Єзуїтської розпочав зводити Войцех Капинос 1602 р. на кошти Костянтина Корнякта. Згодом трасу проходів хвіртки змінили і нову зовнішню частину до листопаду 1609 р. завершив Амброзій Прихильний. Її перебудували 1647 р. і на час загроз місту вона була єдиним відкритим проходом до міста. Босацька хвіртка була проходом у міських мурах до монастиря кармелітів босих і її зовнішню частину завершили до 1645 р. Її фундаменти, мури збереглись у стінах школи № 8.

## Галерея

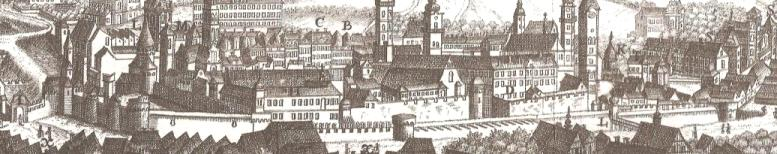
Ескарповий мур, бастеї третьої лінії оборони на фрагменті панорами Львова 1772 р. Пернера
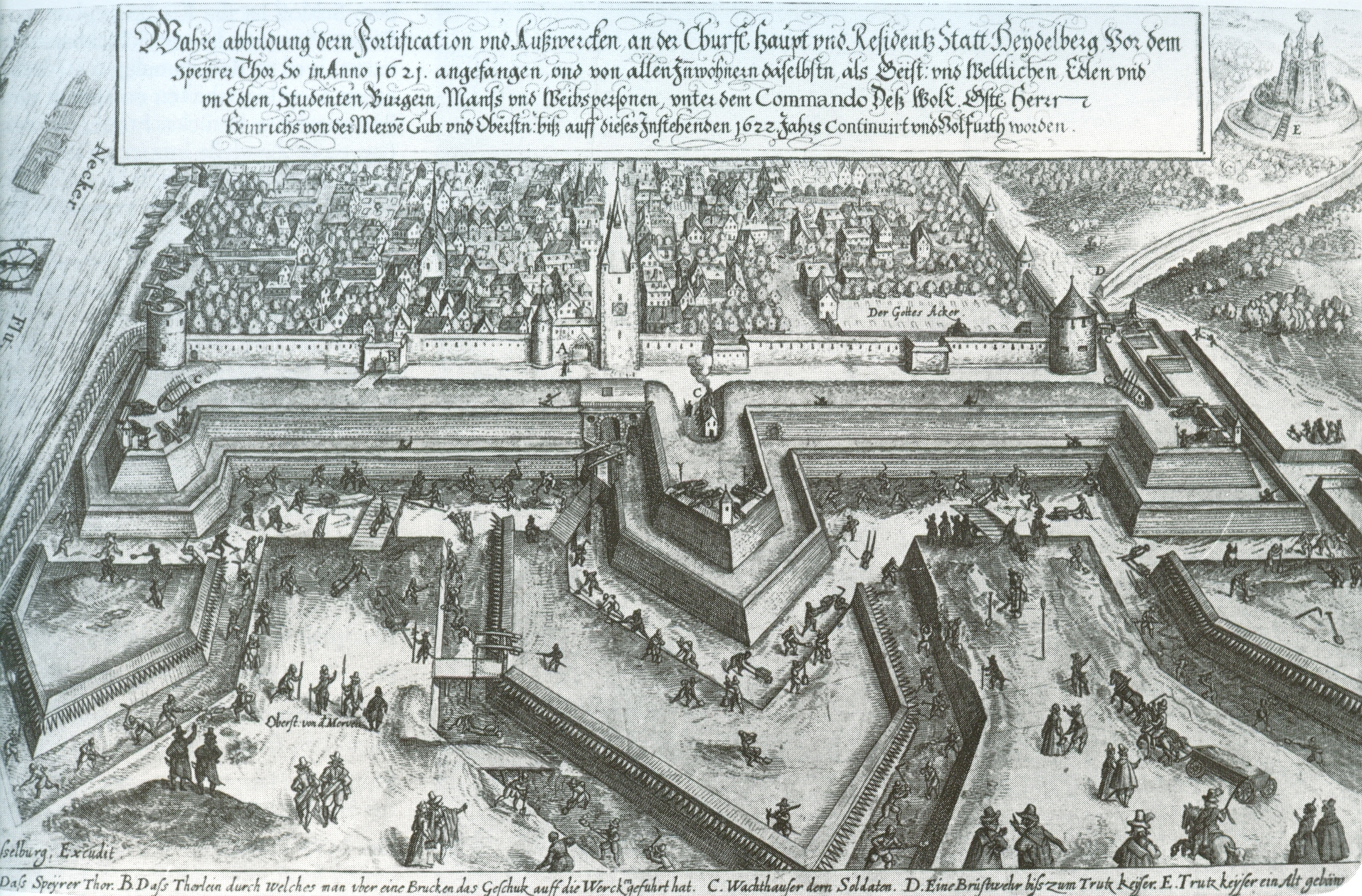
Насипання бастіонів у Гайдельбергу
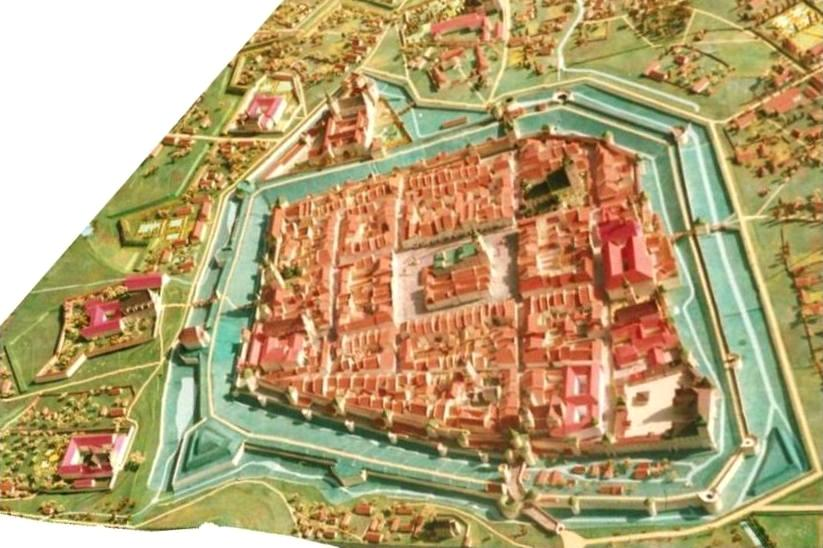
Третя лінія оборони на пластичній панорамі Львова середини XVIII ст. Качора І. В.
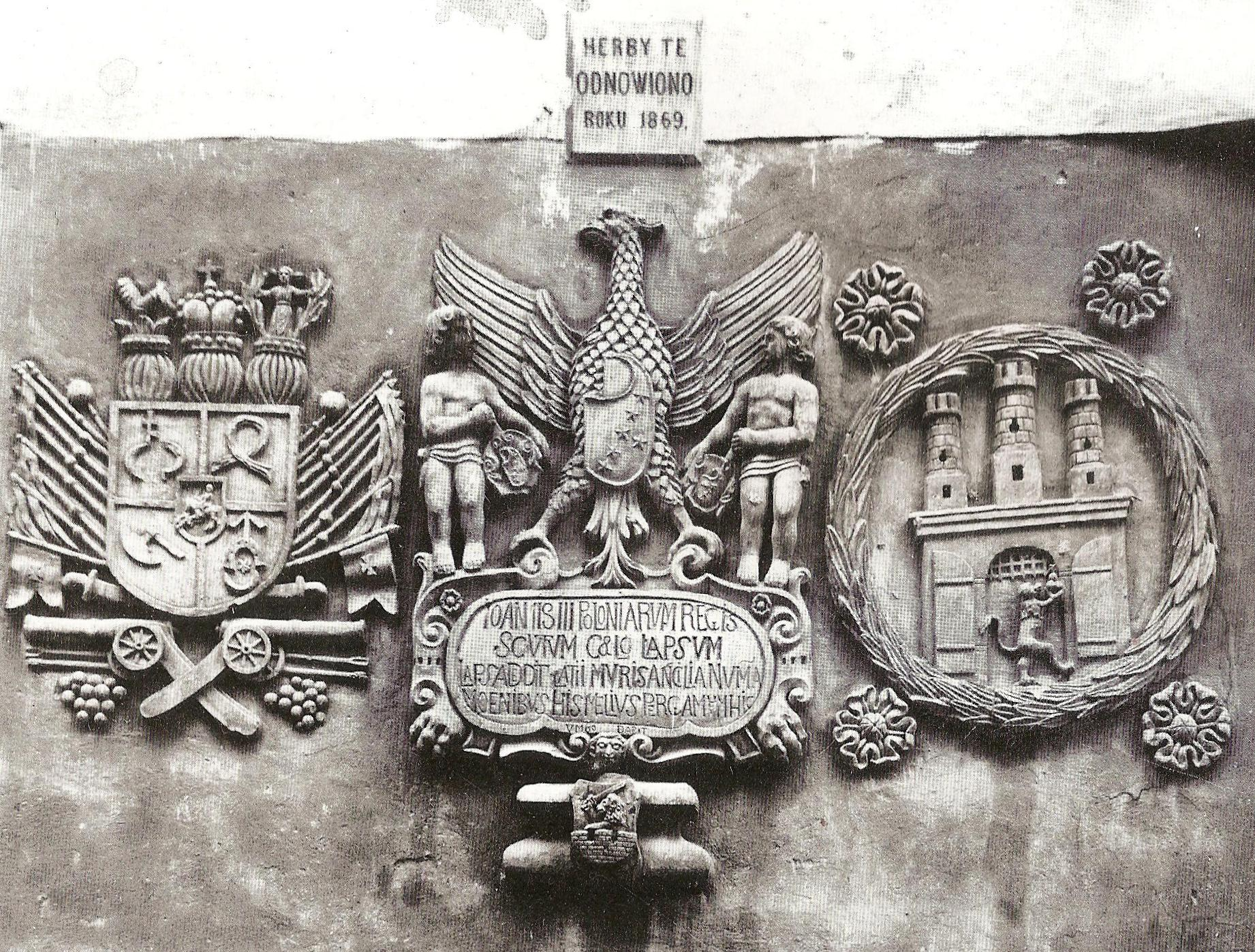
Герби фундаторів з бастей Львова на стіні Міського арсеналу (до 1970-х років)